# Edu Dracena
Eduardo Luís Abonízio de Souza (Dracena, 18 mei 1981) - alias Edu Dracena - is een Braziliaans voetballer die doorgaans als verdediger speelt. Hij verruilde Corinthians in januari 2016 voor Palmeiras. Edu Dracena debuteerde in 2007 in het Braziliaans voetbalelftal.

## Biografie
Edu begon zijn professionele voetbalcarrière bij het Braziliaanse Guarani in 1999. In 2001 mocht hij uitkomen voor het Braziliaans U21-elftal. Een jaar later werd Edu uitgeleend aan Olympiakos Piraeus. Zijn verblijf in Griekenland was echter geen succes en na enkele maanden keerde hij terug naar Guarani. Grote successen boekte hij in 2003 met Cruzeiro EC. Hij werd daar kampioen van Brazilië, won de Braziliaanse Beker, en hij werd gekozen in het Gouden Team van Zuid-Amerika. Daarnaast werd Edu geselecteerd voor de Confederations Cup van 2003. In 2004 raakte Edu geblesseerd. Na een afwezigheid van zeven maanden, mocht hij zijn rentree maken in 2005. In 2006 werd hij benoemd tot aanvoerder van Cruzeiro.
In augustus van 2006 werd hij voor 5.7 miljoen dollar overgenomen door Fenerbahçe. Vanaf zijn komst speelde hij in de basis van de club uit Istanboel. In 2009 keerde hij terug naar eigen land, waar hij een contract tekende bij Santos FC.

## Clubstatistieken
| Seizoen   | Land        | Club               | Wedstrijden | Goals |
| --------- | ----------- | ------------------ | ----------- | ----- |
| 1995/02   | Brazilië    | Guarani FC         | 53          | 1     |
| 2002/03   | Griekenland | Olympiakos Piraeus | 5           | 0     |
| 2003/06   | Brazilië    | Cruzeiro EC        | 89          | 6     |
| 2006/09   | Turkije     | Fenerbahçe         | 72          | 5     |
| 2009/2014 | Brazilië    | Santos FC          | 113         | 7     |
| 2015/.... | Brazilië    | SC Corinthians     | 0           | 0     |
| Totaal    | Totaal      | Totaal             | 332         | 19    |

- Bijgewerkt tot 20 april 2015